# Fehling-próba

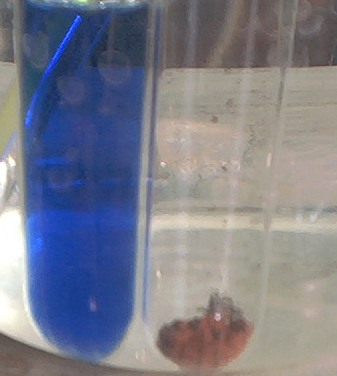
Fehling-próba: balra negatív, jobbra pozitív (vörösréz(I)-oxid (Cu_{2}O) csapadék)

A Fehling-próbát formilcsoport (aldehidek) kimutatására használják. Elsőként Hermann von Fehling német vegyész alkalmazta 1849-ben, elnevezését is őutána kapta.

## Leírása
Réz(II)-szulfát oldatához (Fehling I.) kevés kálium-nátrium-tartarátot tartalmazó nátrium-hidroxid-oldatot (Fehling II.) öntenek, míg a kezdetben leváló kék színű réz(II)-hidroxid csapadék fel nem oldódik (komplexion képződik). Majd ehhez a formilcsoportot tartalmazó vegyület oldatát öntik. A reakció beindításához melegítésre van szükség. A komplexből kilépő réz(II)-ionok réz(I)-ionokká redukálódnak, amik vörös színű réz(I)-oxid csapadék formájában válnak ki, miközben az aldehid karbonsavvá oxidálódik. A ketonok nem adják a próbát, mivel nehezebben oxidálhatók. Reakcióegyenlet:
{\displaystyle \mathrm {2\ Cu^{2+}+4\ OH^{-}+R{-}CHO\rightarrow R{-}COOH+Cu_{2}O+2\ H_{2}O} }
Hangyasavval is lejátszódik
{\displaystyle \mathrm {2\ Cu^{2+}+4\ OH^{-}+OH{-}CHO\rightarrow CO_{2}+Cu_{2}O+3\ H_{2}O} }

## A folyamat részletesen
A Fehling I. oldat réz(II)-szulfát-oldatot tartalmaz, a Fehling II. pedig nátrium-hidroxid-oldat és kálium-nátrium-tartarát-oldat keveréke, mely utóbbi négy kristályvízzel kristályosodik.
Fehling I.  : {\displaystyle {\ce {CuSO4}}}
Fehling II. : {\displaystyle {\ce {NaOH}}} és {\displaystyle {\ce {KNaC4H4O6*4H2O}}}
A réz(II)-szulfát és a nátrium-hidroxid vizes közegben disszociál a következő módon:
{\displaystyle {\ce {CuSO4 <=> Cu^2+ + SO4^2-}}}
{\displaystyle {\ce {NaOH <=> Na+ + OH-}}}
A két vegyület vizes közegben reagál, miközben réz(II)-hidroxid-csapadék keletkezik.
{\displaystyle {\ce {CuSO4 + 2NaOH -> Cu(OH)2 + Na2SO4}}}
A keletkező réz(II)-hidroxid kölcsönhatásba lép a kettős sóval, és komplexet képez, tehát a csapadék feloldódik.
{\displaystyle {\ce {Cu(OH)2 + 2KNaC4H4O6 -> (KNa)2[Cu(C4H3O6)2] + 2H2O}}}
A komplexből kilépő réz(II)-ion reagál a formalinnal réz(I)-oxid-csapadék keletkezése során.
{\displaystyle {\ce {CH2O + 2Cu^2+ + 4OH- -> Cu2O + 2H2O + CH2O2}}}
Formalin esetén a keletkező hangyasav továbbreagál, mutatja a Fehling-próbát.
{\displaystyle {\ce {HCOOH + 2Cu^2+ + 4OH- -> Cu2O + 3H2O + CO2}}}
A víz és a szén-dioxid a szénsav bomlása során keletkezik.
{\displaystyle {\ce {H2CO3 <=> H2O + CO2}}}